# ستم
ستم یا ظلم، نبودنِ عدالت یا ضدِ عدالت است.کسی که بر او ستم روا داشته می‌شود را ستمدیده یا مظلوم می‌گویند و کنندهٔ ستم را ستمکار یا ظالم می‌نامند.
ستم کیفیتی است که به بی‌عدالتی مربوط می‌شود. این اصطلاح ممکن است با اشاره به یک رویداد یا موقعیت خاص یا وضعیت موجود بزرگتر به کار رود. در فلسفه غرب، ستم معمولاً - اما نه همیشه - به عنوان نبود عدالت یا مخالف عدالت تعریف می‌شود.
احساس بی‌عدالتی یک ویژگی جهانی انسان است، اگرچه شرایط دقیقی که ناعادلانه در نظر گرفته می‌شود می‌تواند از فرهنگی به فرهنگ دیگر متفاوت باشد. درحالی‌که حتی اعمال طبیعی نیز گاهی می‌تواند حس بی‌عدالتی را برانگیزد، این حس معمولاً در رابطه با اعمال انسانی مانند سوءاستفاده، بی‌توجهی، بدرفتاری، توسط یک سیستم قانونی یا همنوعان، احساس می‌شود.
احساس بی‌عدالتی می‌تواند یک شرایط انگیزشی ناتوان باشد، که باعث می‌شود افراد نه تنها برای دفاع از خود، بلکه از دیگرانی که تصور می‌کنند با آنها ناعادلانه رفتار می‌شود، اقدام کنند. گاهی از بی عدالتی در استانداردهای قانونی یا اجتماعی به عنوان یک سیستم دو لایه یاد می‌شود.در حدیثی از محمد تقی امام نهم شیعیان،آمده است که :انجام دهنده ظلم و كمک دهنده ظلم و كسی كه راضی به ظلم باشد، هر سه شریک خواهند بود.
جدیدترین رتبه‌بندی مظلومیت جهان:
1. تی تی
2. فلسطین
3. لبنان